# Un minuto prima dell'alba
Un minuto prima dell'alba è un album dei Pooh uscito nel 1998, anche se precedentemente era stato pubblicato come primo Cd dei 6 che comprendevano il cofanetto celebrativo del Poohbook uscito nel 1995.
Si tratta di una raccolta nella quale i membri attuali della band rielaborano e riarrangiano i pezzi dei primi Pooh degli anni '60.
Troviamo così Red cantare E dopo questa notte, brano dell'album Contrasto, Stefano D'Orazio interpretare La solita storia e Roby Facchinetti tornare a gridare la propria rabbia giovanile in una versione molto più rock di Per quelli come noi oppure il terrorismo in Alto Adige nella nuova versione di Brennero 66.
Le chitarre di Dodi Battaglia colorano di nuove sonorità e virtuosismo diverse delle canzoni,  come mostrano gli assoli di Mary Ann e Buonanotte Penny (peraltro il primo brano interpretato da Dodi nel suo esordio coi Pooh, nel 1968), mentre Roby rispolvera l'organo Hammond nella maggior parte delle canzoni.

## Tracce
1. Vieni fuori (Keep on runnin) (Edwards-Negrini) – 2'38” - Voce principale: Corale
2. Quello che non sai (Rag doll) (Crewe-Gaudio-De Simone -Negrini) – 3'13" - Voce principale: Roby
3. Brennero 66 (Facchinetti-Negrini) – 2'20" - Voce principale: Roby
4. Per quelli come noi (Facchinetti-Negrini) – 2'41" - Voce principale: Roby
5. La solita storia (Facchinetti-Negrini) – 3'42" - Voce principale: Stefano
6. Nel buio (I looked in the mirror ) (Van Morrison-Pantros) – 2'42" - Voce principale: Dodi, Roby
7. In silenzio (Facchinetti-Negrini) – 3'32" - Voce principale: Roby
8. Piccola Katy (Facchinetti-Negrini) – 2'59" - Voce principale: Dodi
9. E dopo questa notte (Facchinetti-Negrini) – 2'57" - Voce principale: Red
10. Buonanotte Penny (Facchinetti-Negrini) – 3'13” - Voce principale: Dodi
11. Mary Ann (Facchinetti-Negrini) – 2'48” - Voci principali: Dodi, Roby

## Formazione
- Roby Facchinetti - voce, pianoforte, tastiera
- Dodi Battaglia - voce, chitarra
- Stefano D'Orazio - voce, batteria, percussioni
- Red Canzian - voce, basso